# Пегг, Дик
Э́рнест Пегг (англ. Ernest Pegg; июль 1878 — 11 июня 1916), более известный как Дик Пегг (англ. Dick Pegg) — английский футболист, нападающий.

## Футбольная карьера
Уроженец Лестера, начал карьеру в клубе Второго дивизиона Футбольной лиги «Лафборо». Провёл за команду 56 матчей и забил 15 мячей с 1897 по 1899 год. В последующие два года играл за «Кеттеринг» и «Рединг». В июне 1902 года перешёл в «Манчестер Юнайтед». Дебютировал за «Юнайтед» 6 сентября 1902 года в матче против «Гейнсборо Тринити». 11 октября того же года забил свой первый гол за команду в игре против «Стокпорт Каунти». Всего в сезоне 1902/03 сыграл за команду 35 матчей и забил 13 мячей. В следующем сезоне провёл за клуб 16 матчей и забил 7 мячей. По окончании сезона покинул «Юнайтед», сыграв за клуб в общей сложности 51 матч и забив 20 мячей.
В дальнейшем играл за «Фулхэм» и «Барнсли». В составе «Барнсли» провёл 9 матчей в сезоне 1905/06 (8 матчей и 2 гола — в лиге и 1 матч — в Кубке Англии).